# Ngami (jezero)
Jezero Ngami je [[Endoreična kotlina|endoreično]g jezero v Bocvani, severno od puščave Kalahari. Sezonsko ga polni reka Taughe, iztok rečnega sistema Okavango, ki teče iz zahodne strani Okavangove delte. Je eden od razdrobljenih ostankov starodavnega jezera Makgadikgadi. Čeprav se je jezero od leta 1890 močno skrčilo, ostaja pomemben habitat za ptice in divje živali, zlasti v poplavnih letih.

## Geografija
Jezero Ngami leži južno od Okavangove delte in na severni meji puščave Kalahari na približno 930 metrih nadmorske višine v depresiji Kalaharijskega bazena. Njegova površina, nekoč 770 km2, se je močno zmanjšala; jezero je plitvo in zaradi spreminjajoče se gladine vode nima fiksnih obal. Oblika je približno ovalna, z vzdolžno osjo, ki poteka od severovzhoda proti jugozahodu.
Severna obala je peščena z nekaj velikimi drevesi, za južno obalo pa so značilni nizki hribi. Površina jezera se razlikuje po velikosti, deloma zaradi polsušnega podnebja. Zaradi nizke hitrosti pretoka v delti je najvišja gladina vode dosežena šele dolgo po deževnem obdobju.
V bližini severne obale so vas Sehithwa in številna raztresena naselja, katerih nekateri prebivalci se preživljajo z ribolovom – čeprav je ribolov od leta 2017 začasno prepovedan. Turizem, na primer opazovalci ptic, ima manjšo vlogo.
Takoj jugozahodno od jezera leži slana kotanja Madongo.

## Hidrografija
S severozahoda reka Thauge prinaša vodo iz Okavangove delte; ko je gladina vode visoka, se preko Nhabeja izliva v Boteti (tudi Botletle), ki je dolg približno 600 kilometrov in se konča v slani kotanji Makgadikgadi.
Medtem ko jezero Ngami običajno meri do 50 kvadratnih kilometrov, se je leta 2009 po močnem deževju v Angoli razširilo na približno 115 kvadratnih kilometrov, leta 2011 pa na kar 240 kvadratnih kilometrov.
Jezero je endoreično, kar pomeni, da nima izliva v morje.

## Zgodovina
Jezero Ngami je eden od ostankov prazgodovinskega jezera Makgadikgadi.
V 1820-ih so se tam naselili Bacvani, ki so bili prvi prebivalci jezera, ki so se ukvarjali z živinorejo. Leta 1849 je jezero Ngami opazila skupina pod vodstvom Williama Cottona Oswella in Davida Livingstona, prvih Evropejcev. Livingstone je ocenil obseg na približno 275 kilometrov. Privabljeno zaradi Livingstonovih poročil je jezero postalo cilj številnih raziskovalcev in pustolovcev. Leta 1853 sta jezero dosegla Karl Johan Andersson (ki je leta 1856 objavil delo Jezero Ngami ali Raziskave in odkritja med štiriletnimi potepanji po divjini jugozahodne Afrike) in leta 1886 Hans Schinz, leta 1890 pa ga je raziskal avstrijski geolog Eduard Fleck. Siegfried Passarge je tudi raziskoval jezero Ngami.
Kmalu po Livingstoneovem potovanju se je gladina vode znižala, ker so zgornji tok reke Thauge blokirali številni splavi iz papirusa, ki so zrasli v rečni strugi. Posledično je večina živine poginila, med prebivalci pa je izbruhnila epidemija malarije. Leta 1875 je skupina Burov na prvem pohodu Dorsland dosegla jezero. Njihova pot se imenuje tudi Groot Ngami Trek.
Leta 1896 je jezero prvič popolnoma presahnilo – kolikor kažejo zgodovinski dokazi. Šele leta 1953 je Taughe prinesla toliko vode, da se je jezero ponovno napolnilo. Poplava je v jezero prinesla veliko rib, na vodo in v njej pa so se naselile številne živalske vrste, zlasti ptice. Vendar pa je gnoj pašnih živali povzročil tako veliko rast modrozelenih alg in fitoplanktona, da je večina vrst rib izumrla. Zaenkrat so preživele le vrste ciklidov Oreochromis andersonii in Oreochromis macrochir, ki se hranijo s planktonom, ter vrsta Barbus, ki se lahko hrani s kravjim gnojem. V letih 1965/1966 se je jezero ponovno posušilo. V letih 1979 in 1989 je bila gladina vode izjemno visoka in zabeležene so bile velike populacije številnih vrst ptic.
Leta 2017 je vlada za eno leto prepovedala izvoz posušenih rib iz jezera, potem ko je prej omejila ribolov.
Po tem jezeru je poimenovano jezero Ngami Lacuna, metanovo jezero na Saturnovi luni Titan.

## Rastlinstvo in živalstvo
Obrežno rastlinje vključuje akacije, palme, opičje kruhovce in sterkulije.
Jezero služi kot življenjski prostor številnim pticam, vključno s pelikani, plamenci, ibisi, čapljami in rdečekljunim tkalcem (Quelea quelea). V jezeru živijo ribe, vključno z vrsto barbusov, ki lahko preživijo v blatu, ko se jezero izsuši. Glede na gladino vode je veliko muh in komarjev.

## Razno
Metansko jezero Ngami Lacuna na Saturnovi luni Titan je poimenovano po jezeru,[10] ki je tako kot jezero Ngami endorično.